# Mikoyan-Gurevich MiG-19

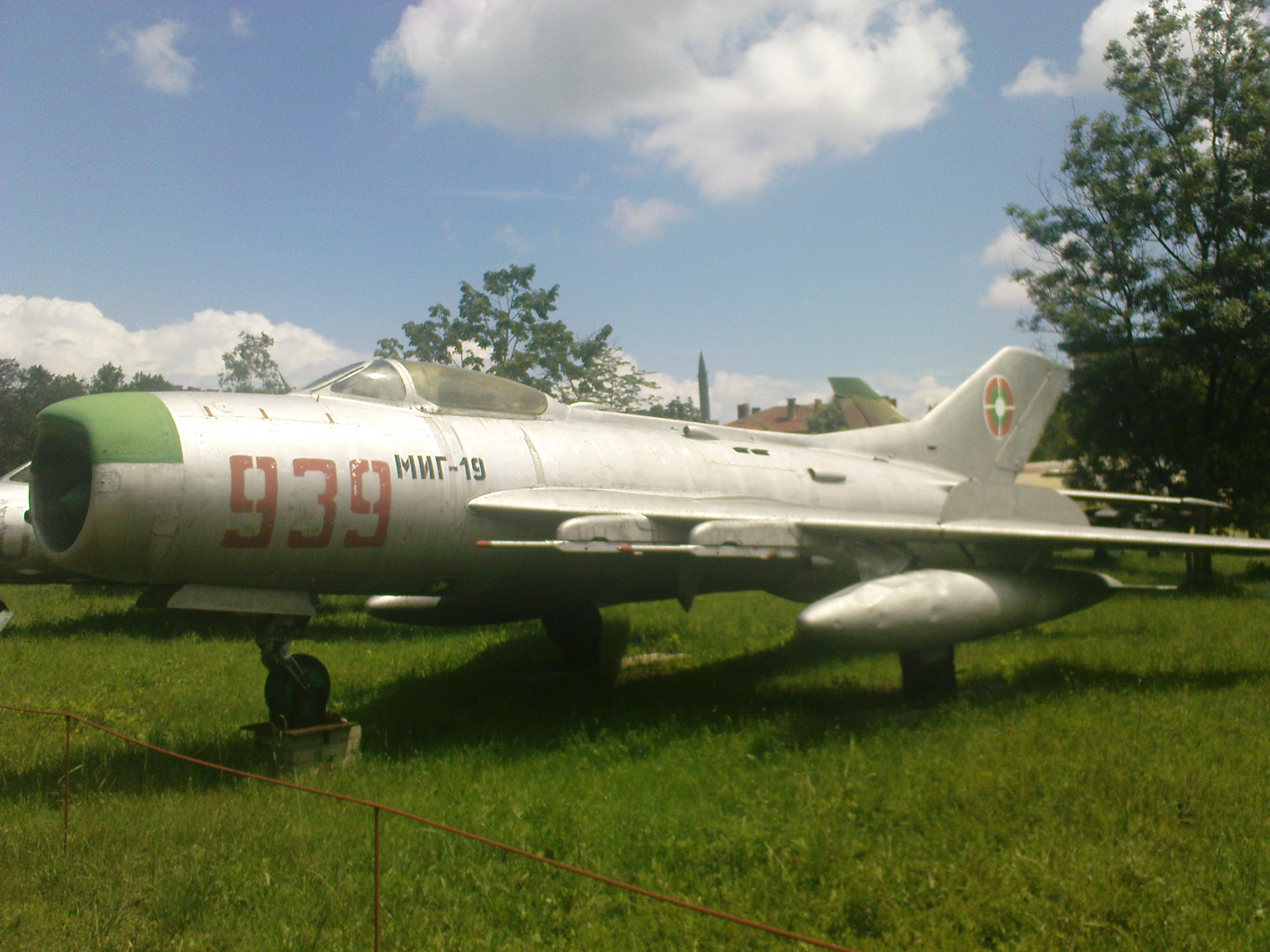
Um MiG-19 em um museu em Sófia, Bulgária.

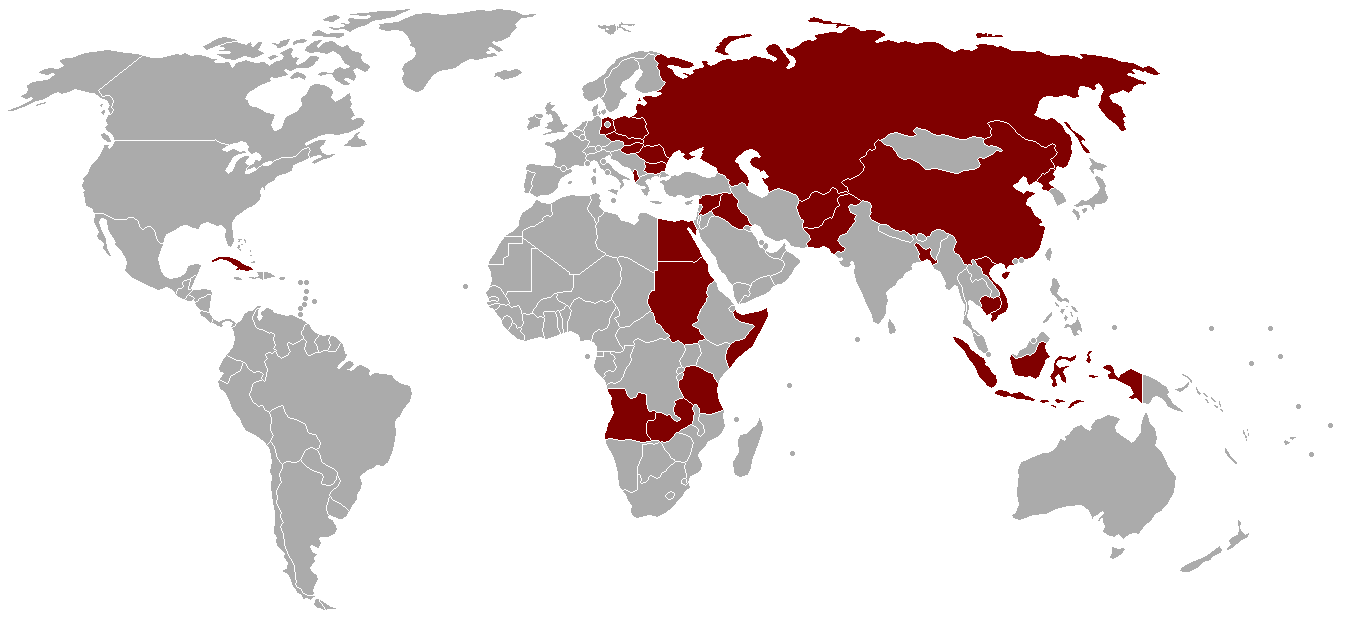
Em vermelho os países que utilizavam o Mig-19.

O Mikoyan-Gurevich MiG-19 (em russo:  Микоян и Гуревич МиГ-19) (Designações da OTAN: "Farmer") é um caça de segunda geração fabricado pela União Soviética. Foi o primeiro avião russo capaz de chegar a velocidade supersônica em nível de voo. Ele é comparável com os jatos americanos da chamada "Série Centenária", como o North American F-100 Super Sabre, apesar do MiG-19 ter sido projetado para enfrentar os caças F-4 Phantom e F-105 Thunderchief durante o conflito no Vietnã. Mais de 2 mil aeronaves deste modelo foram construídos. Possivelmente o MiG-19 foi o primeiro caça supersônico operacional produzido em larga escala.[carece de fontes?]